# 伊日·考夫曼
伊日·考夫曼（Jiří Kaufman，1979年11月28日—）是一位捷克足球运动员，场上位置为前锋，擅长使用右脚。考夫曼分別代表捷克U-15、U-17、U-18、U-20及U-21出賽。
曾在汉诺威队、科特布斯队及卡尔斯鲁厄队踢球。自2007年起为效力。